# Quadrastichus punctatus
Quadrastichus punctatus (лат.) — вид паразитических наездников рода Quadrastichus из семейства Eulophidae (Chalcidoidea) отряда перепончатокрылых насекомых.

## Распространение
Украина (Херсонская область).

## Описание
Мелкие наездники-эвлофиды, длина тела у самок 1,7 мм. Основная окраска тела самок тёмно-зелёная с металлическим отблеском; бёдра и тазики ярко-зелёные; голени жёлтые. Отличаются длинным брюшком: оно длиннее груди с головой. Промежуточный сегмент без раздваивающихся дыхальцевых гребней. Передняя голень с одной шпорой. Передние крылья без постмаргинальной жилки. Булава усиков состоит из 3 члеников. Вид был впервые описан в 1978 году российским гименоптерологом Виктором Владимировичем Костюковым (ВНИИ биологической защиты растений РАСХН, Краснодар) под названием Tetrastichus punctatus, а в 2006 году включён в состав рода Quadrastichus.